# Liste der Kulturdenkmäler in Salmtal
In der Liste der Kulturdenkmäler in Salmtal sind alle Kulturdenkmäler der rheinland-pfälzischen Ortsgemeinde Salmtal mit den Ortsteilen Dörbach und Salmrohr aufgeführt. Grundlage ist die Denkmalliste des Landes Rheinland-Pfalz (Stand: 10. August 2023).

## Einzeldenkmäler
| Bezeichnung                          | Lage                                                  | Baujahr                              | Beschreibung | Bild                           |
| ------------------------------------ | ----------------------------------------------------- | ------------------------------------ | --- | ------------------------------ |
| Quereinhaus                          | Dörbach, Am Bendersbach 16 Lage                       | 19. Jahrhundert                      | Quereinhaus, 19. Jahrhundert | BW                             |
| Wohnhaus                             | Dörbach, Am Bendersbach 20/22 Lage                    |                                      | Treppengiebelhaus | BW                             |
| Dörbacher Mühle                      | Dörbach, Am Bendersbach 36, 38, 40, 42 Lage           | spätes 18. Jahrhundert               | ehemalige Mühle des Augustinerchorherrenklosters in Klausen; Herrenhaus (Nr. 36): repräsentativer barocker Mansardwalmdachbau, spätes 18. Jahrhundert; Mühlengebäude (Nr. 38): Krüppelwalmdachbau mit Anbau für das Mühlrad; zwei langgestreckte Wirtschaftsgebäude (Nr. 40 und 42); ehemalige Ölmühle (zu Nr. 38): eingeschossiger Massivbau | BW                             |
| Quereinhaus                          | Dörbach, Im Altengarten 7 Lage                        | 19. Jahrhundert                      | Quereinhaus, 19. Jahrhundert | BW                             |
| Friedhofskreuz                       | Dörbach, Im Neugarten, auf dem Friedhof Lage          | nach 1850                            | neugotisches Friedhofskreuz, nach 1850 | BW                             |
| Katholische Filialkirche St. Gangolf | Dörbach, Im Neugarten 1 Lage                          | 1897                                 | neuromanischer Saalbau, 1897, nach 1945 erweitert und modernisiert | BW                             |
| Quereinhaus                          | Dörbach, Im Neugarten 5 Lage                          | 1865                                 | Quereinhaus, bezeichnet 1865 | BW                             |
| Quereinhaus                          | Dörbach, Im Neugarten 5a Lage                         |                                      | ehemaliges Quereinhaus | BW                             |
| Schulhaus                            | Dörbach, Im Neugarten 19 Lage                         | um 1930                              | ehemalige Schule; Walmdachbau, Reformarchitektur, um 1930 | BW                             |
| Bürgerhaus                           | Dörbach, Neustraße 4 Lage                             | um 1900                              | ehemaliges Spritzenhaus und Bürgersaal; kleiner Bruchsteinbau, um 1900 | BW                             |
| Muttergotteskapelle                  | Salmrohr, Feldstraße Lage                             | 1866                                 | neugotischer Putzbau, bezeichnet 1866, im Kern eventuell älter | BW                             |
| Wegekreuz                            | Salmrohr, Moselstraße, Ecke Michael-Felke-Straße Lage | 1777                                 | barockes Schaftkreuz, bezeichnet 1777 | BW                             |
| Wohnhaus                             | Salmrohr, Moselstraße 9 Lage                          | 1833                                 | Krüppelwalmdachbau, bezeichnet 1833, im Kern wohl älter | BW                             |
| Wohnhaus                             | Salmrohr, Moselstraße 10 Lage                         | zweites Viertel des 19. Jahrhunderts | Krüppelwalmdachbau, wohl aus dem zweiten Viertel des 19. Jahrhunderts | BW                             |
| Johann-Nepomuk-Plastik               | Salmrohr, Moselstraße, an Nr. 19 Lage                 |                                      | Muschelnische mit Skulptur | BW                             |
| Pfarrhaus                            | Salmrohr, Moselstraße 31 Lage                         | 1912                                 | katholisches Pfarrhaus; repräsentativer Mansardwalmdachbau, Reformarchitektur, bezeichnet 1912 | BW                             |
| Katholische Pfarrkirche St. Martin   | Salmrohr, Moselstraße 33 Lage                         | 1839                                 | klassizistischer Saalbau, 1839 | weitere Bilder Fotos hochladen |
| Kreuzigungsgruppe                    | Salmrohr, Moselstraße, westlich von Nr. 33 Lage       | zweite Hälfte des 19. Jahrhunderts   | neugotische Kreuzigungsgruppe, zweite Hälfte des 19. Jahrhunderts | BW                             |
| Wohnhaus                             | Salmrohr, Moselstraße 40 Lage                         | 1879                                 | Wohnhaus, bezeichnet 1879 | BW                             |
| Salmrohrer Mühle                     | Salmrohr, Mühlenstraße 5 Lage                         | erste Hälfte des 19. Jahrhunderts    | ehemalige Mühle; Krüppelwalmdachbau, hölzernes Mühlrad, erste Hälfte des 19. Jahrhunderts | Fotos hochladen                |
| Bildstock                            | Salmrohr, Salmstraße, bei Nr. 6 Lage                  | 1605                                 | Kreuzigungsbildstock, bezeichnet 1605 | BW                             |
| Quereinhaus                          | Salmrohr, Salmstraße 7 Lage                           | um 1800                              | Quereinhaus mit Altenteil/Backhaus, um 1800 | BW                             |
| St.-Wendelinus-Kapelle               | Salmrohr, nordöstlich oberhalb des Ortes Lage         | spätes 18. Jahrhundert               | Putzbau, Nischenskulptur, wohl noch aus dem 18. Jahrhundert | BW                             |